# Plavební komora Veselí nad Moravou
Plavební komora Veselí nad Moravou je vodní dopravní stavba na Baťově kanálu. Nachází se na říčním kilometru 18,054, na katastrálním území obce Veselí nad Moravou, ve vzdálenosti 300 m severně od historického středu obce. Předchozí plavební stupeň je zdymadlo Uherský Ostroh, následující plavební stupeň je PK Vnorovy I. Ve vzdálenosti cca 500 m od komory po proudu se nachází veřejný přístav Veselí nad Moravou.

## Historie
Plavební komora byla zprovozněna v roce 1938 spolu s ostatními plavebními komorami na Baťově kanálu a řece Moravě. Začíná zde jižní část kanálu oddělením od koryta řeky Moravy.
V letech 1996-1997 byla provedena kompletní rekonstrukce jak technologické, tak stavební části plavební komory. Ve letech 2003-2005 byla pak plavební komora rozšířena o automatizaci na jednotný systém ovládání dálkovým ovladačem.

## Parametry plavební komory
| Celková délka plavební komory | 54,25 m        |
| Užitná délka plavební komory  | 40,95 m        |
| Šířka plavební komory         | 5,3 m          |
| Hloubka plavební komory       | 4,6 m          |
| Výška záporníku               | 0,4 m          |
| Rozdíl plavebních hladin      | 0,53 m         |
| Výška horní hladiny           | 170,47 m n. m. |
| Výška dolní hladiny           | 169,94 m n. m. |